# プロディコス
ケオスのプロディコス（古希: Πρόδικος ο Κείος'、英: Prodicus of Ceos、紀元前5世紀頃）は、古代ギリシアの哲学者、言語学者。ソフィストの第一世代にあたる。

## 概要
プロディコスはエーゲ海のケオス島に生まれ、外交使節としてアテナイにやってきた。彼は同世代のプロタゴラスと同様に、高額の授業料をとって生徒に学術を教えていた。ただし、プロタゴラスの場合は修辞学や文体の教育が主だったのに対して、彼の場合は言語学（言語哲学）に重きを置いていた。
現在、プロディコスの著作はほぼ失われ、その断片と他者からの言及だけが残されている。
彼の言語学に関して、プラトンは『クラテュロス』や『プロタゴラス』などの対話篇の中で言及し、彼が名辞の厳格な区別・使用にうるさかったことを揶揄的に描いている。しかし他方で、彼をソクラテスの友人として好意的に描いてもいることから、プロディコスとソクラテスの間には親和性や関心があったことが窺える。
言語学以外に関しては、クセノポン『ソクラテスの思い出』の中で、ヘラクレスの教育をめぐる倫理学的な寓話の作者として言及される。また、神々とはすなわち人間が自然の有益さに対して見出したものに過ぎない、という無神論的な思想を説く断片もある。
プロディコスの真髄は言語学であったにもかかわらず、そのことは後世しばしば忘れられた。例えばガレノスは、プロディコスが医学用語の形成に貢献したという点で、彼を自然を論じた人物の一人として扱っている。また『スーダ辞典』では、プロディコスは言語学者ではなく「自然哲学者ならびにソフィスト」として記載されている。

### 関連文献
- 内山勝利 他訳『ソクラテス以前哲学者断片集 第5分冊』岩波書店、1997年
- 納富信留『ギリシア哲学史』「第20章 プロディコス 言葉の正しさ」 筑摩書房、2021年。ISBN 978-4-480-84752-2